# Roestkleurige borstelzwam
De roestkleurige borstelzwam (Hymenochaete rubiginosa) is een saprotrofe paddenstoel uit de familie Hymenochaetaceae. De soort groeit op liggende dode stammen of stronken van loofbomen, vooral eiken. Het is een witrot veroorzakende zwam die het gehele jaar voorkomt en in Nederland en België matig algemeen is. 

## Uiterlijke kenmerken
Het vruchtlichaam heeft een doorsnede van 4–7 cm. De in de breedte aan het hout gehechte hoedjes groeien in rijen naast en/of boven elkaar. Ze zijn vaak sterk met elkaar vergroeid en hangen dikwijls wat schuin naar onder. De bovenzijde is dof fijnviltig en gezoneerd. Bij de aanhechting is de kleur bijna zwart donkerbruin, naar de rand toe zijn er meerdere wisselend getinte bruine zones. De onderzijde is glad of wat bultig en wijnrood van kleur. Het dunne vlees is taai en donkerbruin. De geur is onopvallend.

## Microscopische kenmerken
De sporen zijn witachtig tot geel-olijfkleurig en breed elliptisch, 4-6,5 × 2,5-3 µm. De setae meten 43-80 × 5,5-100 µm, ze zijn vrijwel zwart, dikwandig, spits spoelvormig of langwerpig en steken meestal boven het hymenium uit. 

## Afbeeldingen

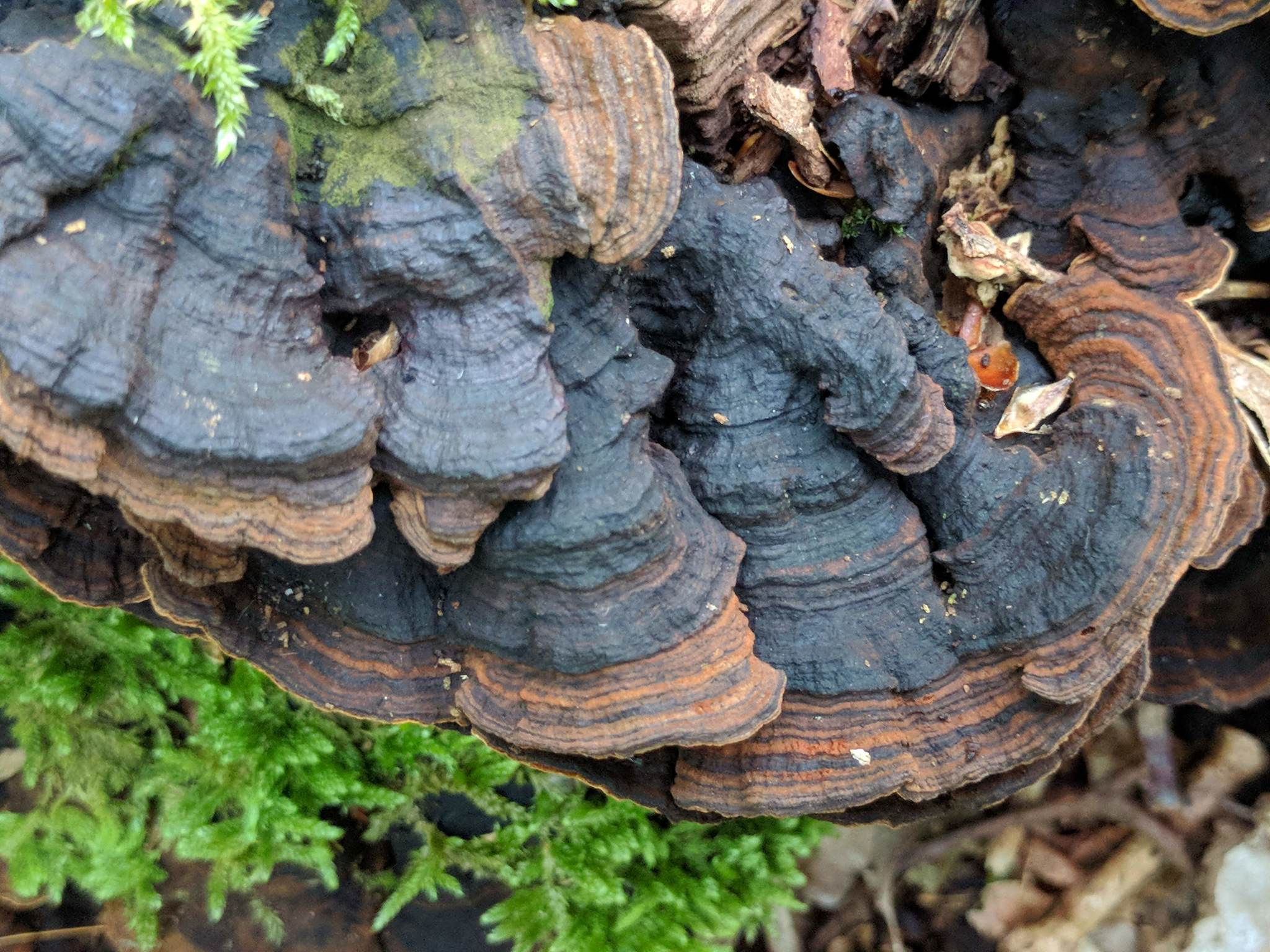
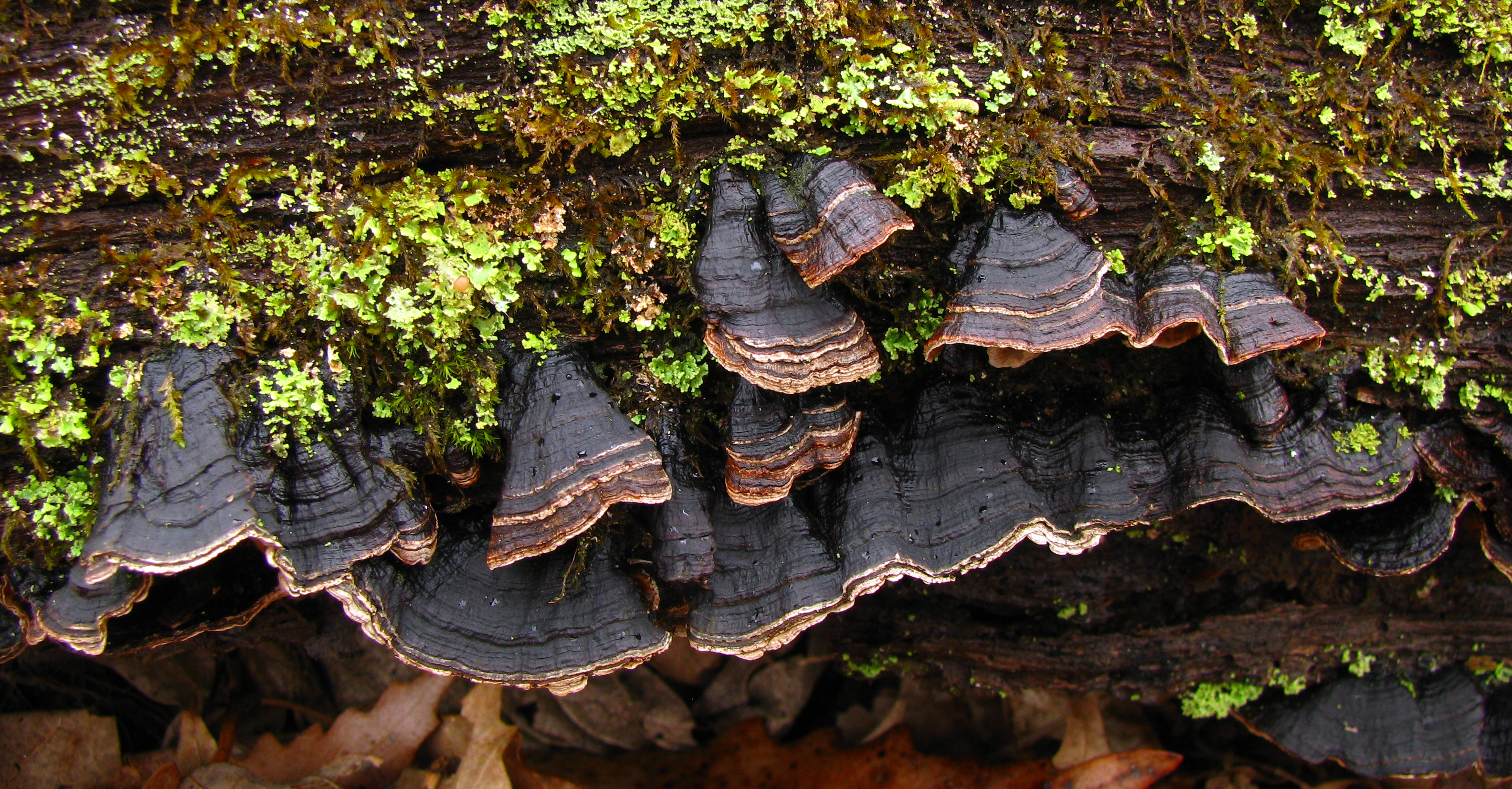